# Episodi de La valle dei dinosauri (terza stagione)
La terza stagione della serie televisiva La valle dei dinosauri è stata trasmessa in anteprima negli Stati Uniti d'America dalla NBC tra l'11 settembre 1976 e il 4 dicembre 1976.
| nº | Titolo originale   | Titolo italiano | Prima TV USA      | Prima TV Italia |
| -- | ------------------ | --------------- | ----------------- | --------------- |
| 1  | After-Shock        |                 | 11 settembre 1976 |                 |
| 2  | Survival Kit       |                 | 18 settembre 1976 |                 |
| 3  | The Orb            |                 | 25 settembre 1976 |                 |
| 4  | Repairman          |                 | 2 ottobre 1976    |                 |
| 5  | Medusa             |                 | 9 ottobre 1976    |                 |
| 6  | Cornered           |                 | 16 ottobre 1976   |                 |
| 7  | Flying Dutchman    |                 | 23 ottobre 1976   |                 |
| 8  | Hot-Air Artist     |                 | 30 ottobre 1976   |                 |
| 9  | Abominable Snowman |                 | 6 novembre 1976   |                 |
| 10 | Timestop           |                 | 13 novembre 1976  |                 |
| 11 | Ancient Guardian   |                 | 20 novembre 1976  |                 |
| 12 | Scarab             |                 | 27 novembre 1976  |                 |
| 13 | Medicine Man       |                 | 4 dicembre 1976   |                 |